# Pseudosesia grotei
Pseudosesia grotei is een vlinder uit de familie wespvlinders (Sesiidae), onderfamilie Sesiinae.
Pseudosesia grotei is voor het eerst wetenschappelijk beschreven door Moore in 1879. De soort komt voor in het Oriëntaals gebied.